# Aspalathus patens
Aspalathus patens är en ärtväxtart som beskrevs av Rolf Martin Theodor Dahlgren. Aspalathus patens ingår i släktet Aspalathus och familjen ärtväxter. Inga underarter finns listade i Catalogue of Life.